# Michael S. Aßländer
Michael Stefan Aßländer (* 11. Mai 1963 in Bamberg) ist ein deutscher Wirtschaftsethiker am Lehrstuhl für Sozialwissenschaften des Internationalen Hochschulinstituts Zittau der TU Dresden.

## Leben
Michael Aßländer studierte nach seinem Abitur am Riemenschneider-Gymnasium in Würzburg Betriebswirtschaftslehre an der Otto-Friedrich-Universität Bamberg (1983–1988) und Betriebswirtschaftslehre und Soziologie an der Wirtschaftsuniversität Wien sowie Philosophie an der Universität Wien (1985–1986). Nach dem Studium der Philosophie mit den Nebenfächern Psychologie und Volkswirtschaftslehre in Bamberg (1984–1990) studierte er Russisch in Bochum und am Moskauer Institut für Eisenbahntransportingenieurwesen (MIIT) (1990–1991). Während seines Studiums wurde er Mitglied der Studentenverbindung K.D.St.V. Fredericia Bamberg im CV.
Von 1992 bis 1998 absolvierte er ein Promotionsstudium in Philosophie an der Otto-Friedrich-Universität Bamberg und wurde 1998 zum Dr. phil. promoviert. Von 1997 bis 1999 war er als Wissenschaftlicher Mitarbeiter am Bamberger Lehrstuhl für Philosophie tätig. Von 1999 bis 2005 war er Wissenschaftlicher Assistent am Lehrstuhl für Sozialwissenschaften am Internationalen Hochschulinstitut in Zittau und habilitierte sich dort zum Dr.rer.pol.habil. mit der Schrift „Von der vita activa zur industriellen Wertschöpfung – Eine Sozial- und Wirtschaftsgeschichte menschlicher Arbeit“. Seit Erteilung der venia legendi für Sozialwissenschaften insbesondere Wirtschaftsethik lehrte er am Lehrstuhl für Sozialwissenschaften des Internationalen Hochschulinstituts Zittau der TU Dresden.
Von 2000 bis 2005 war er Leiter der Geschäftsstelle des Deutschen Netzwerks Wirtschaftsethik (DNWE). Von 2003 bis 2005 war er Vorsitzender des Personalrats am IHI Zittau. Er war Berater der „Lehrplankommission Ethik“ des Kultusministeriums des Landes Thüringen, für das Institute for Development and Research Alternatives (IDRA) und die Organisation für Sicherheit und Zusammenarbeit in Europa (OSZE) in Tirana.
Von 2005 bis 2010 hielt er die Stiftungsprofessur für Wirtschafts- und Unternehmensethik an der Universität Kassel. Er folgte Elke Mack, die den Lehrstuhl von 2002 bis 2003 innehatte. 2006/2007 war er  Vorsitzender der Ethikkommission der Universität Kassel sowie seit 2006 wissenschaftlicher Leiter der Business Ethics Academy der SAP Business School Vienna. Seit 2007 ist er Mitglied im Beirat der „Glocalist-Medien“ als Vertreter des Deutschen Netzwerks Wirtschaftsethik, deren Vorstandsmitglied er seit 2005 ist. Seit 2004 ist er Gründungsvorstand des Österreichischen Netzwerkes Wirtschaftsethik (ÖNWE).
Seit 2013 ist er Apl. Professor an der Professur für Sozialwissenschaften der TU Dresden.
Michael Aßländer hat zahlreiche wissenschaftliche Werke und Aufsätze veröffentlicht. Seit 2005 ist er verantwortlicher Redakteur der Zeitschrift „Forum Wirtschaftsethik“, seit 2007 Mitglied im wissenschaftlichen Beirat der „Zeitschrift für Wirtschafts- und Unternehmensethik“.

## Wirken
Im Bereich der Unternehmensethik fokussiert Michael Aßländer seine „Arbeit auf die Diskussion der normativen Grundlagen einer Unternehmensethik, die Kenntnisse zu den wesentlichen Instrumenten der Unternehmensethik und die Analyse moralischer Defizite in der Unternehmensführung im Mittelpunkt steht. In der Wirtschaftsethik stehen die Vermittlung von Grundlagen der Politischen Ökonomie und die Themen Arbeit und Wertewandel sowie die Diskussion der Konsequenzen der ökonomischen Globalisierung im Vordergrund.“

## Ehrenamtliche Engagements
Michael Aßländer ließ sich von 1988 bis 1990 zum Rettungsassistenten ausbilden und ist seit 1989 ehrenamtlich im Rettungsdienst des Malteser-Hilfsdienstes tätig. Von 1992 bis 1998 war er Referatsleiter Presse- und Öffentlichkeitsarbeit in der Diözesangeschäftstelle des Malteser-Hilfsdienstes in Bamberg.

## Schriften
- Die Ökonometrische Gesellschaft. Zur Veränderung der Lebenswelt durch die Ökonomie, Verlag Dr. Kovac Hamburg 1999, ISBN 3860649973
- Von der vita activa zur industriellen Wertschöpfung. Eine Sozial- und Wirtschaftsgeschichte menschlicher Arbeit, Metropolis Verlag Marburg 2005, ISBN 3895185108
- John Stuart Mill. Der vergessene politische Ökonom und Philosoph, Haupt 2006, ISBN 3258070385, zusammen mit Peter Ulrich
- Adam Smith zur Einführung, Junius Verlag Hamburg 2007, ISBN 3885066416
- Generationengerechtigkeit als Aufgabe von Wirtschaft, Politik und Gesellschaft, Hampp, Mering 2007, ISBN 3866181272, zusammen mit Andreas Suchanek und Gotlind Ulshöfer
- Corporate Social Responsibility im Einzelhandel, Metropolis Verlag Marburg 2008, ISBN 3895187100, zusammen mit Konstanze Senge
- 60 Jahre Soziale Marktwirtschaft: Illusionen und Reinterpretationen einer ordnungspolitischen Integrationsformel, Haupt 2009, ISBN 325807402X, zusammen mit Peter Ulrich
- Corporate Social Responsibility in der Wirtschaftskrise, Hampp Mering 2010, ISBN 3866184492, zusammen mit Albert Löhr
- Grundlagen der Wirtschafts- und Unternehmensethik, Metropolis 2010, ISBN 389518828X
- Handbuch Wirtschaftsethik, Metzler 2011, ISBN 3476022706